# هارفي آيسنبرج
هارفي آيسنبرج (بالإنجليزية: Harvey Eisenberg)‏ هو فنان قصص مصورة ورسام رسوم متحركة أمريكي، ولد في 11 فبراير 1911 في بروكلين في الولايات المتحدة، وتوفي في 22 أبريل 1965 في لوس أنجلوس في الولايات المتحدة.

## وصلات خارجية
- هارفي آيسنبرج على موقع IMDb (الإنجليزية)
- هارفي آيسنبرج على موقع قاعدة بيانات الفيلم (الإنجليزية)